# Karolina Binaś
Karolina Binaś (ur. 9 marca 1979) – polska lekkoatletka, specjalizująca się w skoku w dal, medalistka mistrzostw Polski, reprezentantka Polski.

## Kariera sportowa
Była zawodniczką MKS Opalenica i AZS-AWF Poznań.
Na mistrzostwach Polski seniorek na otwartym stadionie zdobyła jeden medal: brązowy w skoku w dal w 2001. 
Reprezentowała Polskę na III Olimpijskim Festiwalu Młodzieży Europy (1995), zajmując 4. miejsce w skoku w dal, z wynikiem 5,99, mistrzostwach Europy juniorów w 1997 (odpadła w eliminacjach skoku w dal, z wynikiem 5,73), mistrzostwach świata juniorów w 1998 (zajęła 7. miejsce w skoku w dal, z wynikiem 6,25) oraz  młodzieżowych mistrzostwach Europy w 2001, gdzie w skoku w dal odpadła w eliminacjach, z wynikiem 5,80.
Rekord życiowy w skoku w dal: 6,41 (1998).